# Girls (песня Риты Оры)
«Girls» (с англ. — «Девушки») — песня британской певицы Риты Оры, записанная при участии американской хип-хоп исполнительницы Карди Би, певицы Биби Рексы и британской певицы Charli XCX. Песня была выпущена 11 мая 2018 года на лейбле Atlantic Records. Композиция вошла во второй студийный альбом Риты Ора — Phoenix (2018).
Музыкальное видео на песню было выпущено 6 июня 2018 года, режиссёром выступил Helmi.

## Критика
Певица Хейли Кийоко, открытая лесбиянка, а также певица Кейлани, которая позиционирует себя как квир, выступили с жесткой критикой песни «Girls», заявив, что песня просто унижает ЛГБТК-сообщество. В Твиттере Кийоко написала: «Такая песня, как эта, просто транслирует мужской взгляд [на лесбиянок] и маргинализирует отношения между женщинами»; в том же твиттере Кейлани написала: «…думаю, некоторые выражения не очень прогрессивны»; «..не перехожу на личности. У меня есть замечательная песня с одной из исполнительниц и я с удовольствием поработала бы и с остальными». Здесь содержится неприятная лирика". Через несколько дней Рита Ора извинилась, сказав, что никого не хотела обидеть, а только лишь описывала своей жизненные опыт.

## Список композиций
- Digital download

1. «Girls» (featuring Cardi B, Bebe Rexha and Charli XCX) — 3:41

- Digital download[9]

1. «Girls» (featuring Cardi B, Bebe Rexha and Charli XCX) (Martin Jensen Remix) — 4:20

- Digital download[10]

1. «Girls» (featuring Cardi B, Bebe Rexha and Charli XCX) (Steve Aoki Remix) — 3:45

## Чарты
| Чарт (2018)                                 | Пиковая позиция |
| ------------------------------------------- | --------------- |
| Австралия (ARIA)                            | 52              |
| Австрия (Ö3 Austria Top 40)                 | 62              |
| Бельгия/Фландрия (Ultratip Bubbling Under)  | 33              |
| Бельгия/Валлония (Ultratip Bubbling Under)  | 1               |
| Канада (Billboard Canadian Hot 100)         | 72              |
| Хорватия (HRT)                              | 24              |
| Чехия (Singles Digitál Top 100)             | 59              |
| Euro Digital Songs                          | 20              |
| Франция (SNEP)                              | 138             |
| Германия (GfK)                              | 69              |
| Греция (IFPI Greece Digital Singles)        | 33              |
| Венгрия (Single Top 40)                     | 38              |
| Венгрия (Stream Top 40)                     | 37              |
| Ирландия (IRMA)                             | 26              |
| Нидерланды (Dutch Top 40)                   | 19              |
| Нидерланды (Single Top 100)                 | 73              |
| Новая Зеландия (RMNZ Heatseekers)           | 1               |
| Польша (Polish Airplay Top 100)             | 27              |
| Португалия (AFP)                            | 72              |
| Румыния (Airplay 100)                       | 50              |
| Шотландия (OCC Scotland)                    | 15              |
| Словакия (Singles Digitál Top 100)          | 31              |
| Испания (PROMUSICAE Physical/Digital Songs) | 42              |
| Швеция (Sverigetopplistan)                  | 66              |
| Швейцария (Schweizer Hitparade)             | 54              |
| Великобритания (OCC UK Singles)             | 22              |
| США (Billboard Bubbling Under Hot 100)      | 3               |
| США (Billboard Dance Club Songs)            | 6               |

## Сертификации и продажи
| Регион                                                                      | Сертификация         | Продажи |         |
| --------------------------------------------------------------------------- | -------------------- | ------- | ------- |
|                                                                             | Великобритания (BPI) | Золотой | 400 000 |
| Данные о продажах + прослушиваниях приведены только на основе сертификации. |                      |         |         |